# Wolfram Domschke
Wolfram Domschke (* 2. Mai 1943 in Bautzen) ist ein deutscher Internist und Universitätsprofessor mit Schwerpunkt Gastroenterologie. Von 1990 bis 2009 war er Direktor der Medizinischen Klinik und Poliklinik B der Westfälischen Wilhelms-Universität Münster.

## Leben
Wolfram Domschke studierte Medizin an der Georg-August-Universität Göttingen mit Staatsexamen und Promotion 1967. Anschließend absolvierte er bis 1970 eine biochemische Ausbildung an den Universitäten Göttingen, Marburg, Freiburg und Leuven/Belgien bei Götz Domagk, Jürgen Meyer-Bertenrath, Karl Decker und Christian de Duve. Danach erfolgte eine Weiterbildung an der Medizinischen Universitätsklinik Erlangen bei Ludwig Demling zum Internisten einschließlich Spezialisierung in den Schwerpunkten Gastroenterologie sowie Hämatologie und Internistische Onkologie. Domschke habilitierte sich 1974 für das Fach Innere Medizin, anschließend war er als Oberarzt und Leitender Oberarzt tätig. Nach zweijähriger Tätigkeit als kommissarischer Direktor der Erlanger Universitätsklinik wurde er 1990 Direktor der Medizinischen Universitätsklinik und Poliklinik B Münster mit den Schwerpunkten Gastroenterologie/Hepatologie, Endokrinologie, Infektiologie und Rheumatologie/Klinische Immunologie. Die Klinik leitete er bis zu seiner Emeritierung 2009.
Domschkes frühe Forschung zur Magensekretion beim peptischen Ulkusleiden und zur klinischen Bedeutung gastrointestinaler Hormone wurde erweitert durch die Pathophysiologie gastrointestinaler Motilität und der Pankreatitis sowie die Immunologie bei chronisch entzündlichen Darmerkrankungen. Daneben widmete sich Domschke Themen der diagnostischen und therapeutischen Endoskopie des Magen-Darm-Trakts.
Als Studiendekan hat Domschke an der Medizinischen Fakultät Münster das ‚Problem-orientierte Lernen (POL)‘ eingeführt.
Wolfram Domschke lehrte als Gastprofessor u. a. an den Universitäten Boston (Harvard), Milwaukee, Mibu, Johannesburg und Krakau.
Aus Domschkes Schule sind zahlreiche Direktoren und Chefärzte universitärer und nicht-universitärer Kliniken hervorgegangen.
Wolfram Domschke ist verheiratet und hat zwei Kinder.

## Ämter
- 1980: Generalsekretär des XI. Internationalen Kongresses für Gastroenterologie (ASNEMGE), Hamburg
- 1981–2001: Vorsitzender des European Gastro Club
- 1991–2014: Gründer und Vorsitzender der Gesellschaft für Gastroenterologie in Westfalen (GGW)
- 1999–2002: Studiendekan der Medizinischen Fakultät der Westfälischen Wilhelms-Universität Münster
- 2001: Präsident der Deutschen Gesellschaft für Gastroenterologie, Verdauungs- und Stoffwechselkrankheiten (DGVS)[10]

## Ehrungen und Auszeichnungen
- 1974: Thiersch-Preis der Friedrich-Alexander-Universität Erlangen-Nürnberg[11]
- 1979: Theodor-Frerichs-Preis der Deutschen Gesellschaft für Innere Medizin (DGIM)[12]
- 1987: Fellow – New York Academy of Sciences[13]
- 1993: Ehrendoktorat der Nikolaus-Kopernikus-Universität Kraków/Polen[14]
- 1996: Fellow – Royal College of Physicians, London (FRCP)[15]
- 2002: Géza-Hetényi-Medaille der Ungarischen Gesellschaft für Gastroenterologie[16]
- 2006: Ehrendoktorat der Dokkyo University Medical School, Mibu/Japan[17]

## Publikationen
Bücher (Auswahl) 
- Diagnostik in der Gastroenterologie. Hrsg.: W. Domschke, H. Koch. Thieme, Stuttgart 1979, ISBN 3-13-572801-3.
- Bindegewebe und Innere Erkrankungen. Hrsg.: W. Domschke. Urban & Schwarzenberg, München 1996, ISBN 3-541-16061-6.
- Inflammatory Bowel Disease: Genetics, Barrier Function, Immunologic Mechanisms, and Microbial Pathways. Hrsg.: W. Domschke, M.F. Kagnoff, T. Kucharzik, L.F. Mayer, S.R.Targan. Ann. N. Y. Acad. Sci., New York 2006, ISBN 1-57331-568-0.
- Therapie-Handbuch Innere Medizin. Hrsg.: W. Domschke, B. Göke, J.R. Kalden, H.J. Kramer, B. Manger, T. Meinertz, S.C. Müller, W. Rascher, T. Sauerbruch, H. Serve, C. Vogelmeier, M.M. Weber. Urban & Fischer, München 2011, ISBN 978-3-437-22702-8.

Artikel in Fachzeitschriften (Auswahl) 
- W. Domschke et al. (1973):  Histamine and cyclic 3‘,5‘-AMP in gastric acid secretion. Nature 241, S. 454–455.
- S. Domschke, (…) W. Domschke (1976):  Bicarbonate and cyclic AMP content of pure human pancreatic juice in response to graded doses of synthetic secretin. Gastroenterology 70, S. 533–536.
- W. Domschke et al. (1978):  Effects of vasoactive intestinal peptide on resting and pentagastrin-stimulated lower esophageal sphincter pressure. Gastroenterology 75, S. 9–12.
- E. C. Foerster, (…) W. Domschke (1990):  Endoscopic retrograde cannulation of the gallbladder: direct dissolution of gallstones. Gastrointestinal Endoscopy 36, S. 444–450.
- W. Domschke et al. (1990):  Endoscopic implantation of large-bore self-expanding biliary mesh stent.  Gastrointestinal Endoscopy 36, S. 55–57.
- J. Menzel, (…) W. Domschke (1999):  Polypoid tumors of the major duodenal papilla: preoperative staging with intraductal US, EUS, and CT – a prospective, histopathologically controlled study.  Gastrointestinal Endoscopy 49, S. 349–357.